# Polder van 's Gravenmoer
De Polder van 's Gravenmoer is een voormalig waterschap in de Nederlandse provincie Noord-Brabant. Het is onbekend wanneer het waterschap is opgericht, maar de datum ligt voor 1812. Het waterschap besloeg een gebied rondom de plaats 's Gravenmoer, dat er eveneens zelf ook in lag. De Donge en 's-Gravenmoerse Vaart begrenzen het gebied aan de west-, noord- en oostzijde. Het waterschap grensde aan de waterschappen Beoosten de 's-Gravenmoersche vaart, Oostpolder, De Dongendijkse polder en De Beneden Donge. 
Het waterschap bestond uit meerdere polders die afwaterden via de Molenvaart en de Oude Vaart op de Donge. Polders die in het waterschap waren gelegen waren de Straatsche binnenpolder, Straatsche buitenpolder, Vaartsche binnenpolder en de Vaartsche buitenpolder. Op 1 juli 1950 werd het waterschap opgeheven en ging het op in het waterschap De Beneden Donge. Het gebied wordt tegenwoordig beheerd door het waterschap Brabantse Delta.